# Aramese keuken
De Aramese keuken (ook wel Assyrische keuken genoemd) is de traditionele keuken van de Arameeërs. Deze keuken vertoont sterke gelijkenissen met andere keukens uit het Midden-Oosten, de Mediterrane keuken en de Turkse keuken. De Aramese keuken is rijk aan granen zoals gerst, vlees, tomaat, kruiden, specerijen, kaas en aardappelen. Daarnaast wordt er veel gebruik gemaakt van gefermenteerde zuivelproducten, augurken en verschillende kruiden. Een belangrijk ingrediënt in veel gerechten is bulgur, en rijst wat als bijgerecht of soms als vulling gebruikt wordt. 
Tijdens de Christelijke vastentijd bereiden Arameeërs gerechten zonder dierlijke producten. Een voorbeeld hiervan is de aprag, een versie van dolma zonder vlees.

## Dranken

### Wijn
Arameeërs stonden zowel in de oudheid als in de moderne tijd bekend om hun wijnproductie en de wijngaarden in het Turo D'Izlo-gebergte. In de Hebreeuwse Bijbel wordt de wijn uit deze regio genoemd door de profeet Ezechiël in het gelijknamige boek (Ezechiël 27:19): "vaten wijn uit Izla". In de hedendaagse tijd worden er nog steeds verschillende soorten wijn gebrouwen in Tur Abdin.

### Dauwghe
Een traditioneel Aramees drankje is daughe, een verfrissende drank op basis van yoghurt.

## Bekende gerechten
- Linzensoep
- Aprag
- Kutle
- Shamborek